# Włodzimierz Ciołek
Włodzimierz Ciołek (Wałbrzych, Polonia, 24 de marzo de 1956) y es un exfutbolista polaco, que se desempeñó como mediocampista y que militó en diversos clubes de Polonia y Suiza.

## Clubes
| Club             | País    | Año         |
| ---------------- | ------- | ----------- |
| Górnik Wałbrzych | Polonia | 1977 - 1978 |
| Stal Mielec      | Polonia | 1978 - 1983 |
| Górnik Wałbrzych | Polonia | 1983 - 1987 |
| FC Grenchen      | Suiza   | 1987 - 1990 |

Fue el goleador de la liga polaca en la temporada 1982/83, jugando por el Górnik Wałbrzych.

## Selección nacional
Ha sido internacional con la Selección de fútbol de Polonia; donde jugó 29 partidos internacionales y anotó 4 goles. Participó con su selección, en la copa mundial de España 1982, donde obtuvo el tercer lugar y anotó un gol en el torneo. Ciolek debutó en el mundial en el tercer partido de la primera fase, entrando en el minuto 73' ante Perú en La Coruña, y en solo 3 minutos en cancha, marcó el quinto gol de la goleada por 5 a 1. Luego en segunda fase, entró dos veces en el minuto 82' ante Bélgica y Unión Soviética y arrancó por primera vez de titular reemplazando al lesionado Boniek, en la semifinal ante Italia.

### Participaciones en Copas del Mundo
| Mundial                        | Sede   | Resultado    | Partidos | Goles |
| ------------------------------ | ------ | ------------ | -------- | ----- |
| Copa Mundial de Fútbol de 1982 | España | Tercer lugar | 4        | 1     |